# Sphenoptera brincki
Sphenoptera brincki es una especie de escarabajo del género Sphenoptera, familia Buprestidae. Fue descrita científicamente por Descarpentries en 1970.

## Distribución
Habita en la región afrotropical.